# Ancien catalan

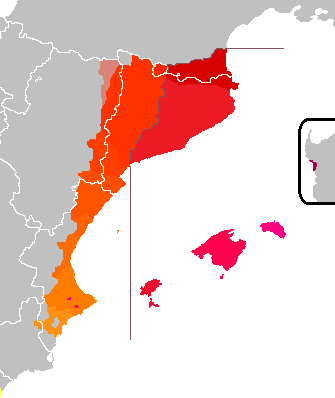
Division dialectale moderne de l'ancien domaine du catalan médiéval.

 (décembre 2022).
Si vous disposez d'ouvrages ou d'articles de référence ou si vous connaissez des sites web de qualité traitant du thème abordé ici, merci de compléter l'article en donnant les références utiles à sa vérifiabilité et en les liant à la section « Notes et références ».
L'ancien catalan, vieux catalan ou le catalan médiéval (en catalan moderne català antic ou català medieval ; dénommé à l'époque catalanesc, romanç, entre autres appellations) est une langue romane parlée durant le Moyen Âge, précurseure du catalan moderne.

## Phonologie
Le catalan médiéval a présenté le long de son histoire documentée des changements phonétiques, bien que cet article traite essentiellement de la phonologie des XIIIe et XIVe siècles quand ont été écrites les quatre chroniques qui utilisaient une forme standardisée de la langue catalane médiévale. Le système d'écriture à cette époque était plus phonétique qu'aujourd'hui.

### Consonnes dans le catalan médiéval
|                   |                   | Bilabiale | Labiodentale | Dentale/ Alvéolaire | Palatale | Vélaire |
| ----------------- | ----------------- | --------- | ------------ | ------------------- | -------- | ------- |
| Nasale            | Nasale            | m         |              | n                   |          |         |
| Occlusive         | Non-voisée        | p         |              | t̪~t                 | k        |         |
| Occlusive         | voisée            | b         |              | d̪~d                 | g        |         |
| Affriquée         | Non-voisée        |           | t͡s           |                     |          |         |
| Affriquée         | voisée            |           | ʣ            | dʑ~ʤ                |          |         |
| Fricative         | Non-voisée        |           | f            | s                   | ʃ        |         |
| Fricative         | voisée            |           | v            | z                   |          |         |
| Vibrante multiple | Vibrante multiple |           |              | r                   |          |         |
| Vibrante simple   | Vibrante simple   |           |              | ɾ                   |          |         |
| Spirante          | Spirante          |           |              |                     | j        | w       |
| Latérale          | Latérale          |           |              | l                   | ʎ, jl    |         |

#### Latérales
Le catalan médiéval semblerait avoir connu deux phonèmes palataux latéraux différents. Le premier /ʎ/, écrit simplement comme  <ll>, est resté inchangé dans la plupart des variantes jusqu'aujourd'hui. Le second, reconstruit comme /*jl/, provient des groupes latins C'L, G'L, LI, LI, et a été écrit comme <yl> ou comme <il> . Ce dernier n'est jamais apparu en position initiale et historiquement il a convergé avec le résultat /ʎ/ dans la plupart des variantes, ou avec /j/ dans les variétés avec iotacisme.
Vers le XIIe siècle, des nombreux /l/ initiaux se sont articulés /ʎ/, bien que l'écriture continua à écrire <l> jusqu'au XVe siècle.

#### Labiodentales
Les sons /b/ et /v/ ont commencé à être confondus dans certaines variantes au XIVe siècle, dans un processus appelé bêtacisme.  Actuellement, la distinction /b/ - /v/ est maintenue seulement au Pays valencien (surtout dans sa variante méridionale), aux Îles Baléares et dans le sud de la province de Tarragone,.

### Voyelles
Le système vocalique de l'ancien catalan diffère de celui du catalan moderne.
Ce système est similaire au proto-roman, sauf que le /e/ proto-roman a été centralisé en /ə/ puis le /ɛ/ proto-roman a été fermé en /e/. Dans le catalan central  moderne, le /ə/  tonique s'est transformé en /ɛ/, et a donc inversé la distribution originale du proto-roman: /e/>/ə/ > /ɛ/  contre /ɛ/> /e/> /e/. Celle-ci est la raison pour laquelle les "e" ouverts et fermés  du catalan suivent toujours  la distribution opposée du portugais et de l'italien. Les variétés baléariques maintiennent toujours les /ə/ toniques dans les mêmes positions que le catalan médiéval.[réf. nécessaire]
Nous supposons que pendant la période prélittéraire toutes les variantes du catalan ont été caractérisées par une réalisation neutralisée des voyelles prétòniques[Quoi ?]. Vers le VIIIe siècle, le /a/ et /e/ prétoniques des variantes orientales ont commencé à être confondues en écriture. Dans ces variantes, la confusion était répandue dans tous les cas de /a/ et /e/ atones, un processus qui est considéré terminé vers le XVe siècle,.[source insuffisante]

## Orthographe
L'orthographe catalane actuelle est en grande partie basée sur la pratique médiévale, même si la prononciation a pu changer:
- L'accent et le tréma orthographiques ont été rarement utilisés.
- La "c" devant /e/, /i/; le "ç" et le "z" étaient articulés /t͡s/ au lieu des sons modernes /s/ et /z/.
- La graphie «ch» à la fin du mot représentait /k/ à la place de l'orthographe moderne "c". C'est ainsi que la forme moderne amic s'écrivait amich. Cette convention a eu lieu jusqu'au début du XXe siècle, et est la raison pour laquelle de nombreux noms se terminant par -ch sont prononcés avec /k/ final.
- Le phonème /jl/ s'écrivait "yl" ou "il". "Dans la langue moderne, ce son est devenu /ʎ/ ou /j/ selon la variante. Plus récemment, on emploie l'orthographe "ll" pour les résultats de ce son. C'est ainsi que la forme moderne mirall s'écrivait mirail ou mirayl, du latin Miraculum.